# Pazzo di te (singolo)
Pazzo di te è un singolo di Francesco Renga e Nek, pubblicato il 7 febbraio 2024 e contenuto nella riedizione dell'album RengaNek.
Il brano è stato presentato in gara durante la 74ª edizione del Festival di Sanremo, dove si è classificato al venticinquesimo posto al termine della kermesse musicale.

## Video musicale
Il video è stato pubblicato in concomitanza del lancio del singolo sul canale YouTube di Renga.

## Tracce
Testi e musiche di Francesco Renga, Filippo Neviani, Diego Mancino e Dario Faini.
1. Pazzo di te – 2:57

## Classifiche
| Classifica (2024) | Posizione massima |
| ----------------- | ----------------- |
| Italia            | 32                |